# أيفيند إريكسن
أيفيند إريكسن (بالنرويجية البوكمول: Eivind Eriksen)‏ هو لاعب كرة قدم نرويجي، ولد في 28 فبراير 1973 في Mehamn ‏ في النرويج. لعب مع نادي بودو/غليمت.

## وصلات خارجية
- أيفيند إريكسن على موقع قاعدة بيانات كرة القدم.إي يو (الإنجليزية)
- أيفيند إريكسن على موقع ناشيونال فوتبول تيمز (الإنجليزية)